# 陳喜蓮
陳喜蓮（英語：Helina Chan Hay Lin，1953年8月28日—），香港前女演員，前無綫電視藝員。

## 簡歷
陳喜蓮是1971-1972年度邵氏兄弟與無綫電視廣播有限公司聯合開辦的「電視電影演員訓練中心」第一期學員，參與過多套電視劇演出，曾與周潤發合作香港的電影《愛慾狂潮》飾演夫妻。
1980年3月24日陳喜蓮與凌姓男友於倫敦舉行婚禮，她是前立法議員劉慧卿的前表兄嫂，婚後退出娛樂圈，1982年1月她的三個月大的兒子因先天性心漏症不幸夭折。1986年復出加入亞洲電視主持婦女節目《下午茶》。

## 電視劇

### 無綫電視
| 年份           | 劇名                        | 角色          |
| 1972年         | 紫微園的秋天                |               |
| 1972年         | 紫微園的春天                |               |
| 1973年         | 朱門怨                      |               |
| 1974年         | 吳園柳莊                    |               |
| 1974年         | 啼笑因緣                    | 賣唱姑娘      |
| 1975年         | 香港風情畫 - 開始           |               |
| 1975年         | 長白山上                    | 鳳姑          |
| 1975年         | 群星譜 - 奇情三部曲         | 女傭阿芬      |
| 1975年         | 功夫熱                      | Christine     |
| 1975年         | 相見好                      |               |
| 1975年         | 夜深沉                      |               |
| 1975年         | 民間傳奇 - 雙喜臨門         | 張五可        |
| 1976年         | 民間傳奇 - 四傑傳之畫箱姻緣 | 杜月芳        |
| 1976年         | 民間傳奇 - 珍珠塔           | 畢繡金        |
| 1976年         | 民間傳奇 - 寶蓮燈           |               |
| 1976年         | 民間傳奇 - 拉郎配           | 洪美麗        |
| 1976年         | 民間傳奇 - 女秀才           | 景小姐        |
| 1976年         | 龍虎豹                      | 珍妮          |
| 1976年         | C.I.D.                      | Helena        |
| 1976年         | 龍虎豹II                    | Helen         |
| 1976年         | 相見好II                    |               |
| 1976年         | 狂潮                        | Daisy         |
| 1976年         | 七女性 - 陳儀馨             |               |
| 1976年         | 近代豪俠傳 - 馬永貞         | 小紅          |
| 1977年         | 男人女人                    |               |
| 1977年         | 大報復                      | 小眉          |
| 1977年         | 扭計祖宗                    | 秋紅（第2集） |
| 1977年         | 人頭馬百變財神變則通        | 女傭（第7集） |
| 1978年         | 幻海奇情                    |               |
| 1978年         | 父子樂                      |               |
| 1979年         | 天虹                        | 黃美貞        |
| 1979年         | 四眼神探                    | （第6集）     |
| 1979年         | 落難天使                    |               |
| 1979年         | 袋鼠絲苗為兩餐              | 翠            |
| 廉政公署電視劇 |                             |               |
| 1978年         | ICAC - 火                   |               |

### 亞洲電視
| 年份   | 劇名       | 角色 |
| 1987年 | 香港情     |      |
| 1990年 | 第三間電台 | 吳太 |

### 香港電台
| 年份   | 劇名                | 角色 |
| 2009年 | 癌變解碼 - 沉默殺手 |      |
| 2010年 | 愛回家 - 在家千日好 |      |

## 電視節目

#### 主持
- 《花王俱樂部》（TVB）
- 1975年 《聲寶之夜》（TVB　協助主持）
- 1976年 《精打細算》（TVB　協助主持）
- 1986年 《下午茶》（ATV）
- 2014年 《ATV 2014 人氣春晚 和諧共融》（ATV）

#### 嘉賓
- 2013年 《今日VIP》（TVB　5月22日）
- 2013年 《星動亞洲 - 星魅傾情》（ATV）

## 電影
| 年份   | 片名               | 角色 |
| 1974年 | 天天報喜           |      |
| 1974年 | 街知巷聞           |      |
| 1974年 | 空中少爺           |      |
| 1975年 | 大家樂             |      |
| 1977年 | 床上的故事         |      |
| 1978年 | 愛慾狂潮           | 明珠 |
| 1978年 | 初戀風暴           |      |
| 1978年 | 鬼馬狂潮           |      |
| 1981年 | 無情荒地有情天     |      |
| 1988年 | 三對鴛鴦一張床     |      |
| 1992年 | 神算               |      |
| 1992年 | 女校風雲之邪教入侵 |      |

## 演唱會
| 年份          | 名稱                     | 場地               |
| 2013年6月13日 | 陳喜蓮歡樂今宵演唱會2013 | 上環文娛中心劇院   |
| 2014年2月18日 | 喜樂蓮年賀新歲金蘭演唱會 | 上環文娛中心劇院   |
| 2017年1月30日 | 喜氣蓮蓮賀新歲演唱會     | 香港文化中心音樂廳 |

## 外部連結
- 陳喜蓮在香港影庫上的簡介
- 陳喜蓮歌迷會Facebook專頁